# Ängessjön (Lövångers socken, Västerbotten)
Ängessjön är en sjö i Skellefteå kommun i Västerbotten och ingår i Mångbyåns huvudavrinningsområde. Sjön har en area på 0,783 kvadratkilometer och ligger 32 meter över havet. Sjön avvattnas av vattendraget Mångbyån.

## Delavrinningsområde
Ängessjön ingår i det delavrinningsområde (715661-175918) som SMHI kallar för Utloppet av Ängessjön. Medelhöjden är 37 meter över havet och ytan är 3,9 kvadratkilometer. Räknas de 6 avrinningsområdena uppströms in blir den ackumulerade arean 46,22 kvadratkilometer. Avrinningsområdets utflöde Mångbyån mynnar i havet. Avrinningsområdet består mestadels av skog (64 procent) och sankmarker (10 procent). Avrinningsområdet har 0,78 kvadratkilometer vattenytor vilket ger det en sjöprocent på 20 procent.